# Witvleugelkwartelduif
De witvleugelkwartelduif (Petrophassa albipennis) is een vogel uit de familie Columbidae (duiven).

## Verspreiding en leefgebied
Deze soort is endemisch in noordelijk Australië en telt twee ondersoorten:
- P. a. albipennis: van noordoostelijk West-Australië tot noordwestelijk  Noordelijk Territorium.
- P. a. boothi: noordwestelijk Noordelijk Territorium.